# 이노 분타
이노 분타(일본어: 井野 文太, 2003년 9월 12일~)는 일본의 축구 선수이다.

## 구단 경력
그는 2022년 J3리그의 기라반츠 기타큐슈에 입단했다. 2024년까지 20경기에 출전.